# Оптимізація крамниці застосунків
ASO (App Store Optimization) — це процес збільшення видимості додатка чи гри в магазині додатків з метою збільшення кількості органічних завантажень додатків. Програми стають більш помітними, якщо вони займають високі позиції за певними пошуковими термінами або зберігають високі позиції у видачі й добірках. Крім того, оптимізація магазину додатків включає дії, спрямовані на збільшення конверсії показів додатків у завантаження.
Двома найбільшими каналами розповсюдження мобільних програм є App Store (iOS) і Google Play (Android). Інші альтернативи для завантаження програм включають Huawei App Gallery, Amazon App Store, Samsung Galaxy Store тощо.

## Методи ASO

### Цілі
Залежно від пріоритетів, цілей і ключових показників ефективності (KPI) компанії ASO може складатися з: 
- дослідження ключових слів для оптимізації метаданих за ключовими словами, які шукають найчастіше;
- оптимізація візуальних об'єктів, таких як значки, знімки екрана та відео, щоб заохотити користувачів завантажити додаток;
- локалізація сторінки програми іноземними мовами для дистрибуції за кордоном;
- реалізація стратегії роботи із відгуками для підвищення рейтингу програми;
- відстеження змін у додатках конкурентів.

### Оптимізація ключових слів
Оптимізація ключових слів є однією з найсуттєвіших частин ASO. Цей напрям передбачає вибір дуже оптимальних і релевантних ключових слів, які згодом будуть включені в метадані програми (заголовок, підзаголовок, опис, поле ключових слів) 

### Оптимізація частки конверсій
Оптимізація коефіцієнта конверсії спрямована на збільшення кількості завантажень програми.
Рекомендується вимірювати вплив оптимізації креативного матеріалу за допомогою A/B-тестування — створення різних варіацій зображення і випадковий показ кожної варіації окремим групам користувачів. Google Play надає ASO-маркетологам вбудовану платформу A/B-тестування на Google Play Console. 

### Інструменти ASO
Багато компаній вирішують використовувати конкретні інструменти ASO на ринку. Такі інструменти полегшують роботу ASO-маркетолога, із:
- дослідження ключових слів : пропозиції ключових слів, обсяг, встановлення, ймовірність і складність (рейтингу)
- відстеження та моніторинг ключових слів: історія рейтингу, вплив оновлення ключових слів
- конкурентний аналіз : завантаження та оцінка доходу, оновлення метаданих, рейтинги тощо.